# 芹澤勝助
芹澤 勝助（せりざわ かつすけ、1915年6月27日 - 1998年12月13日）は日本の鍼灸師。医学博士。
東京出身。1939年に国立東京盲学校（現筑波大学附属視覚特別支援学校）師範部理療科卒業。1951年に東京教育大学講師となり、10年間、東京教育大学教育学部にて物理療法の基礎・生理学研究を行い、1955年からの6年間、東京大学医学部物療内科の研究客員として物理療法の臨床医学研究に従事する。1961年に鍼灸師としては初めて「経絡経穴の医学的研究」で医学博士を取得。1964年には東京教育大学教授となり、1977年に筑波大学教授、1979年に筑波大学名誉教授。1980年、東洋医学技術教育振興財団を創設し、1983年に財団理事長。1985年に東洋医学分野での初の紫綬褒章を受章。1988年、日本手技療法学会を創設、理事長となる。1990年に勲三等旭日中綬章を受章している。
- 『道ひとすじ―昭和を生きた盲人たち―』（あずさ書店、1993年10月刊。「明治・大正生まれの視覚障害者で昭和の時代に福祉文化の向上に尽くした人」100人を選びその伝記をまとめるとの趣旨で編集された[2]）という本の編集過程で、同書への掲載を打診された。しかし、「自分では自分のことを盲人とは考えていない」との理由から断った。弱視であった。

## 著書
- 『指圧の理論と実技』
- 『ツボ・漢方　慢性病治療の260例』
- 図解よくわかるツボ健康百科（主婦と生活社）ISBN4-391-12015-1